# پوییسو (رود)
رودخانه پوییسو (به انگلیسی: Puiseaux (river)) رودخانهای است که در فرانسه جریان دارد.